# Paraphlegopteryx pippini
Paraphlegopteryx pippini är en nattsländeart som beskrevs av Weaver, Iii 1999. Paraphlegopteryx pippini ingår i släktet Paraphlegopteryx och familjen kantrörsnattsländor. Inga underarter finns listade i Catalogue of Life.